# Rutilus caspicus
 Rutilus caspicus és una espècie de peix cipriniforme de la família dels ciprínids que es troba a Europa (llevat de la península Ibèrica, Itàlia, Grècia i Irlanda).
Els mascles poden assolir els 50 cm de longitud total.